# Жемчужненский сельсовет (Хакасия)
Жемчужненский сельсовет (до 2013 года — Жемчужненский поссовет) — сельское поселение в Ширинском районе Хакасии. Административный центр — посёлок Жемчужный.

## История
Статус и границы сельского поселения установлены Законом Республики Хакасия от 7 октября 2004 года № 63 «Об утверждении границ муниципальных образований Ширинского района и наделении их соответственно статусом муниципального района, сельского поселения».
До 2013 года сельское поселение носило название Жемчужненский поссовет.

## Население
| 2010  | 2012  | 2013  | 2014  | 2015  | 2016  | 2017  | 2018  |
| ----- | ----- | ----- | ----- | ----- | ----- | ----- | ----- |
| 2230  | ↘2193 | ↘2161 | ↘2076 | ↘1986 | ↘1962 | ↘1937 | ↘1918 |
| 2019  | 2020  | 2021  |       |       |       |       |       |
| ↗1944 | →1944 | ↘1739 |       |       |       |       |       |

## Состав сельского поселения
В состав сельского поселения входят два населённых пункта:
| № | Населённый пункт | Тип населённого пункта          | Население |
| - | ---------------- | ------------------------------- | --------- |
| 1 | Жемчужный        | посёлок, административный центр | ↘770      |
| 2 | Колодезный       | посёлок                         | ↘1391     |